# Banconote svizzere
L'emissione di banconote in Svizzera ebbe inizio nella prima metà del XIX secolo, più tardi rispetto ad altri paesi europei (circa un secolo dopo) poiché non esisteva un'unità monetaria che ne favorisse la diffusione.

## Prime banconote
In Svizzera la prima banconota fu emessa dalla Cassa di Deposito della città di Berna e aveva un valore di 500 franchi. Con questa emissione la città cercava di finanziare le proprie casse, sfruttando il signoraggio. L'esempio fu seguito dalla Banca cantonale di Berna nel 1834, dalla Banca di Zurigo (1837), da quella di San Gallo (1838), da quella di Basilea (1845) e dalla Banca cantonale di Vaud (1846). Anche alcuni banchieri privati verso gli anni 1840 seguirono questa strada.
Prima della fine del secolo più di 60 banche avevano emesso le loro banconote. Queste erano poco diffuse perché erano accettate solamente dalle banche che le avevano emesse e perché la scarsa qualità di stampa rendeva facile il lavoro dei falsari e rapido il loro deterioramento.

## Il franco svizzero
Diversi cantoni avevano cominciato a fissare il tasso di copertura delle emissioni cartacee con metallo prezioso. Alcuni avevano anche fissato dei limiti alle emissione delle banconote.
Nel 1850 fu introdotto il franco svizzero e si ebbe quindi una semplificazione dei tagli delle banconote che in precedenza erano espressi nelle varie denominazioni presenti nei singoli cantoni. Le banche comunque rimasero libere di scegliere i tagli, l'aspetto delle banconote e la percentuale della copertura con metallo prezioso.
Dopo la guerra franco-prussiana ci furono vari tentativi delle banche per favorire la diffusione delle banconote e quindi i loro guadagni. Nel 1876 ci fu un accordo tra una ventina di banche per riconoscere reciprocamente le banconote. Contemporaneamente, proprio la guerra franco prussiana aveva spinto alla tesaurizzazione delle emissioni auree e quindi ci fu una maggiore diffusione delle banconote.

## Le banconote cantonali
Nel 1881, in base all'articolo 39 della Costituzione, che era stata modificata alcuni anni prima, il Consiglio federale riuscì a fissare una serie di norme sull'emissione e sulla circolazione delle banconote.
Con la legge dell'8 marzo 1881 le denominazioni furono fissate a 4 (50, 100, 500 e 1000 CHF), l'aspetto dei biglietti fu uniformato come anche il testo. Grazie al nuovo controllo confederale diminuirono i rischi per i cittadini e le banconote circolarono con maggior facilità.
La Confederazione forniva a tutte le banche la carta-moneta, di un unico tipo, che era stampata a Londra da Bradbury Wilkinson & Co., e ne sorvegliava le emissioni. Le varie banche apponevano solo il proprio nome, il valore in lettere nella lingua usata nel cantone, il numero di serie etc.
I quattro biglietti erano molto simili tra loro.
Al dritto presentavano a sinistra una donna stante, simbolo della Libertà, e a destra un bambino inginocchiato che sosteneva sopra la testa un quadro con l'indicazione del valore in cifre.
Al rovescio c'era l'indicazione del valore in lettere in tedesco, francese e italiano mentre ai quattro angoli in valore era espresso in cifre. Ai lati due medaglioni con busti.
I colori e le dimensioni (in mm) erano:
| 50   | verde - ocra chiaro         | 103x166 |
| 100  | blu carico - celeste        | 116x183 |
| 500  | verde carico - verde chiaro | 126x199 |
| 1000 | blu - rosa                  | 132x215 |

Le banche autorizzate a queste emissioni furono circa 40.
Alcuni istituti rinunciarono al diritto di emettere banconote già prima del 1900. Gli altri tra il 1907 e il 1910.
La maggior parte degli istituti emise le banconote tra il 1883 e il 1886. Pochi dopo questa data e solo uno stampò nel 1901.

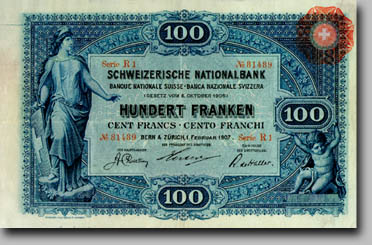
Banconota da 100 CHF (1907).

## La Banca nazionale
L'art. 39 della Costituzione federale fu modificato nel 1891 e il diritto di emissione riservato ad una banca nazionale. Nel 1905 fu fondata la Banca Nazionale Svizzera che iniziò ad esercitare le sue funzioni di istituto d'emissione nel 1907 quando il monopolio entrò in vigore.
Le competenze della Banca nazionale svizzera sono ora fissate dall'articolo 99 dell'attuale costituzione.

## La Cassa federale e la Cassa dei prestiti
Nel 1914 la "Cassa federale" e la "Cassa dei prestiti della Confederazione svizzera" hanno emesso alcune banconote.
La Cassa federale emise una serie di tre valori, 5, 10 e 20 franchi. Furono stampati tre diverse biglietti in tedesco, francese e italiano. Il colore per tutti i biglietti era blu.
Sul diritto era rappresentato a sinistra un busto femminile, figura allegorica della libertà. A destra sui biglietti da 5 e 20 franchi era rappresentato Arnold Winkelried, mentre su quello da 10 franchi c'era la figura di Guglielmo Tell.
La "Cassa dei prestiti della Confederazione svizzera" ha emesso nella stessa data un bliglietto da 20 franchi. Il dritto presenta una cornice elaborata con al centro l'indicazione dell'istituto emittente e del valore nelle tre lingue. In alto al centro uno scudo con lo stemma svizzero. I colori sono verde-oliva e bruno.

## Prima serie
Per la prima serie di banconote la Banca nazionale svizzera utilizzò biglietti uguali a quelli che in precedenza avevano usato le banche cantonali. Il testo stampato fu modificato per adeguarle alla nuova situazione. In alto a destra in rosso il sigillo di stato con lo stemma della Svizzera.
| I serie di banconote | I serie di banconote | I serie di banconote | I serie di banconote | I serie di banconote     | I serie di banconote | I serie di banconote | I serie di banconote | I serie di banconote | I serie di banconote |
| Immagine             | Immagine             | Valore               | Dimensioni           | Colore                   | Descrizione          | Descrizione          | Data di              | Data di              | Data di              |
| Dritto               | Rovescio             | Valore               | Dimensioni           | Colore                   | Fronte               | Retro                | emissione            | ritiro               | fine validità        |
| -------------------- | -------------------- | -------------------- | -------------------- | ------------------------ | -------------------- | -------------------- | -------------------- | -------------------- | -------------------- |
|                      |                      | 50 franchi           | 166 × 103 mm         | verde ocra               | Helvetia             | Ornamenti            | 20 giugno 1907       | 1º luglio 1925       | 1º luglio 1945       |
|                      |                      | 100 franchi          | 183 × 116 mm         | blu scuro celeste        | Helvetia             | Ornamenti            | 20 giugno 1907       | 1º luglio 1925       | 1º luglio 1945       |
|                      |                      | 500 franchi          | 199 × 126 mm         | verde scuro verde chiaro | Helvetia             | Ornamenti            | 20 giugno 1907       | 1º luglio 1925       | 1º luglio 1945       |
|                      |                      | 1000 franchi         | 215 × 132 mm         | blu rosa                 | Helvetia             | Ornamenti            | 20 giugno 1907       | 1º luglio 1925       | 1º luglio 1945       |

## Seconda serie
Queste banconote, emesse per la prima volta tra il 1911 e il 1914 ebbero una durata straordinaria. Furono infatti sostituite solo nel 1956/1957. Il biglietto da cinque franchi era destinato e rimpiazzare la moneta d’argento del medesimo valore, che, in caso di guerra o di grave crisi, tendeva ad essere tesaurizzata e quindi sottratta al circuito dei pagamenti. Di tutte le banconote della BNS, è questo il taglio rimasto in circolazione più a lungo. Esso è stato richiamato soltanto nel 1980.
| II serie di banconote | II serie di banconote | II serie di banconote | II serie di banconote | II serie di banconote | II serie di banconote | II serie di banconote | II serie di banconote | II serie di banconote | II serie di banconote | II serie di banconote |
| Immagine              | Immagine              | Valore                | Dimensioni            | Colore                | Descrizione           | Descrizione           | Data di               | Data di               | Data di               | Note                  |
| Dritto                | Rovescio              | Valore                | Dimensioni            | Colore                | Fronte                | Retro                 | emissione             | ritiro                | fine validità         | Note                  |
| --------------------- | --------------------- | --------------------- | --------------------- | --------------------- | --------------------- | --------------------- | --------------------- | --------------------- | --------------------- | --------------------- |
|                       |                       | 5 franchi             | 148 × 70 mm           | marrone / verde       | Guglielmo Tell        | Ornamenti             | 3 agosto 1914         | 1º maggio 1980        | 1º maggio 2000        |                       |
|                       |                       | 10 franchi            | 135 × 82 mm           | marrone / giallo      | Donna di Neuchâtel    | Ornamenti             |                       |                       |                       | Banconota di riserva  |
|                       |                       | 20 franchi            | 163 × 95 mm           | blu / violetto        | Vreneli               | Ornamenti             | 31 luglio 1914        | 31 dicembre 1935      | 1º gennaio 1956       |                       |
|                       |                       | 50 franchi            | 165 × 106 mm          | verde                 | Testa femminile       | Taglialegna           | 22 dicembre 1911      | 1º dicembre 1958      | 1º ottobre 1978       |                       |
|                       |                       | 100 franchi           | 181 × 115 mm          | blu scuro             | Testa femminile       | Falciatore            | 16 settembre 1911     | 1º ottobre 1958       | 1º ottobre 1978       |                       |
|                       |                       | 500 franchi           | 200 × 125 mm          | rosso / marrone       | Testa femminile       | Ricamatrici           | 24 dicembre 1912      | 1º ottobre 1958       | 1º ottobre 1978       |                       |
|                       |                       | 1000 francs           | 216 × 131 mm          | viola / arancione     | Testa femminile       | Fonderia              | 16 settembre 1911     | 1º ottobre 1958       | 1º ottobre 1978       |                       |

## Terza serie
Questi biglietti, le cosiddette banconote di guerra, furono ideati ed emessi (oppure stampati come banconote di riserva) in varie tappe tra il 1918 e il 1930.
| III serie di banconote | III serie di banconote | III serie di banconote | III serie di banconote | III serie di banconote | III serie di banconote     | III serie di banconote                       | III serie di banconote | III serie di banconote | III serie di banconote | III serie di banconote |
| Immagine               | Immagine               | Valore                 | Dimensioni             | Colore                 | Tema                       | Tema                                         | Data di                | Data di                | Data di                | Note                   |
| Dritto                 | Rovescio               | Valore                 | Dimensioni             | Colore                 | Fronte                     | Retro                                        | emissione              | ritiro                 | fine validità          | Note                   |
| ---------------------- | ---------------------- | ---------------------- | ---------------------- | ---------------------- | -------------------------- | -------------------------------------------- | ---------------------- | ---------------------- | ---------------------- | ---------------------- |
|                        |                        | 20 franchi             | 143 x 86 mm            | marrone / blu          | Johann Heinrich Pestalozzi | Croce svizzera                               | 15 luglio 1930         | 1º aprile 1956         | 1º aprile 1976         |                        |
|                        |                        | 20 franchi             | 143 x 86 mm            | marrone / blu          | Johann Heinrich Pestalozzi | Croce svizzera                               |                        |                        |                        | Banconota di riserva   |
|                        |                        | 20 franchi             | 141 x 88 mm            | marrone / blu          | Canton Friburgo            | Ornamenti e rosone                           |                        |                        |                        | Banconota di riserva   |
|                        |                        | 100 franchi            | 180 x 115 mm           | blu                    | Guglielmo Tell             | Ornamenti, rosone e massiccio della Jungfrau | 27 settembre 1918      | 1º luglio 1925         | 1º luglio 1945         |                        |
|                        |                        | 100 franchi            | 180 x 115 mm           | blu                    | Guglielmo Tell             | Ornamenti, rosone e massiccio della Jungfrau |                        |                        |                        | Banconota di riserva   |

## Quarta serie
Durante la Seconda guerra mondiale i due pittori Victor Surbeck e Hans Erni furono incaricati dalla BNS di disegnare nuove banconote. I tagli da 1000, 100 e 50 franchi vennero stampati, mentre quello da 500 franchi rimase allo stadio di bozza. Nessuna di queste banconote è mai stata messa in circolazione.
| IV serie di banconote | IV serie di banconote | IV serie di banconote | IV serie di banconote | IV serie di banconote | IV serie di banconote      | IV serie di banconote | IV serie di banconote | IV serie di banconote | IV serie di banconote | IV serie di banconote |
| Immagine              | Immagine              | Valore                | Dimensioni            | Colore                | Tema                       | Tema                  | Data di               | Data di               | Data di               | Note                  |
| Dritto                | Rovescio              | Valore                | Dimensioni            | Colore                | Fronte                     | Retro                 | emissione             | ritiro                | fine validità         | Note                  |
| --------------------- | --------------------- | --------------------- | --------------------- | --------------------- | -------------------------- | --------------------- | --------------------- | --------------------- | --------------------- | --------------------- |
|                       |                       | 50 franchi            | 167 x 96 mm           | verde                 | Testa femminile            | Toro                  |                       |                       |                       | Banconota di riserva  |
|                       |                       | 100 franchi           | 190 x 106 mm          | blu                   | Testa femminile in custume | Ornamenti e rosone    |                       |                       |                       | Banconota di riserva  |
|                       |                       | 500 franchi           | 210 x 116 mm          | rosso                 | Testa femminile            | Chimica               |                       |                       |                       | Banconota di riserva  |
|                       |                       | 1000 franchi          | 228 x 125 mm          | viola                 | Testa femminile            | Turbina               |                       |                       |                       | Banconota di riserva  |

## Quinta serie
Per la prima volta nella storia delle banconote svizzere, i quattro tagli di maggiore valore costituiscono un’unità tematica e formale: esiste infatti un nesso tra il ritratto sul recto e il soggetto sul verso di ciascuna banconota. La banconota da 10 franchi è la prima di questo taglio a non essere solo progettata e stampata, ma effettivamente messa in circolazione.
| V serie di banconote | V serie di banconote | V serie di banconote | V serie di banconote | V serie di banconote | V serie di banconote  | V serie di banconote   | V serie di banconote | V serie di banconote | V serie di banconote | V serie di banconote |
| Immagine             | Immagine             | Valore               | Dimensioni           | Colore               | Tema                  | Tema                   | Data di              | Data di              | Data di              | Note                 |
| Dritto               | Rovescio             | Valore               | Dimensioni           | Colore               | Fronte                | Retro                  | emissione            | ritiro               | fine validità        | Note                 |
| -------------------- | -------------------- | -------------------- | -------------------- | -------------------- | --------------------- | ---------------------- | -------------------- | -------------------- | -------------------- | -------------------- |
|                      |                      | 10 franchi           | 137 x 75 mm          | marrone-rosso        | Gottfried Keller      | Ambretta strisciante   | 1º ottobre 1956      | 1º maggio 1980       | 1º maggio 2000       |                      |
|                      |                      | 20 franchi           | 155 x 85 mm          | celeste              | Generale Henri Dufour | Cardo argentato        | 29 marzo 1956        | 1º maggio 1980       | 1º maggio 2000       |                      |
|                      |                      | 50 franchi           | 173 x 95 mm          | verde                | Testa femminile       | Raccolta delle mele    | 14 giugno 1957       | 1º maggio 1980       | 1º maggio 2000       |                      |
|                      |                      | 100 franchi          | 191 x 105 mm         | blu scuro            | Testa di fanciullo    | San Martino            | 14 giugno 1957       | 1º maggio 1980       | 1º maggio 2000       |                      |
|                      |                      | 500 franchi          | 210 x 115 mm         | rosso-marrone        | Testa femminile       | Fonte della giovinezza | 14 giugno 1957       | 1º maggio 1980       | 1º maggio 2000       |                      |
|                      |                      | 1000 franchi         | 228 x 125 mm         | viola                | Testa femminile       | Danza macabra          | 14 giugno 1957       | 1º maggio 1980       | 1º maggio 2000       |                      |

## Sesta serie
Alla fine degli anni sessanta la BNS opera una revisione fondamentale dalla propria politica in materia di creazione e produzione delle banconote. Per la prima volta, la Banca nazionale dirige essa stessa l’intero progetto, dalla pianificazione all'organizzazione e alla realizzazione, in cooperazione con designer, tipografi, cartiere, nonché produttori di inchiostri macchine per la stampa. Anche la concezione della serie di banconote, ossia la scelta dei temi e la veste grafica dei biglietti, è interamente rinnovata. Il risultato sono sei banconote sul cui recto domina il ritratto di una personalità storica e il cui verso presenta uno stretto nesso tematico con quest’ultima.
| VI serie di banconote | VI serie di banconote | VI serie di banconote | VI serie di banconote | VI serie di banconote | VI serie di banconote       | VI serie di banconote                                                                    | VI serie di banconote | VI serie di banconote | VI serie di banconote | VI serie di banconote |
| Immagine              | Immagine              | Valore                | Dimensioni            | Colore                | Tema                        | Tema                                                                                     | Data di               | Data di               | Data di               | Note                  |
| Dritto                | Rovescio              | Valore                | Dimensioni            | Colore                | Fronte                      | Retro                                                                                    | emissione             | ritiro                | fine validità         | Note                  |
| --------------------- | --------------------- | --------------------- | --------------------- | --------------------- | --------------------------- | ---------------------------------------------------------------------------------------- | --------------------- | --------------------- | --------------------- | --------------------- |
|                       |                       | 10 franchi            | 137 x 66 mm           | rosso-marrone         | Leonhard Euler              | Turbina idraulica, sistema solare, traiettoria dei raggi luminosi in un sistema di lenti | 5 novembre 1979       | 1º maggio 2000        |                       |                       |
|                       |                       | 20 franchi            | 148 x 70 mm           | celeste               | Horace-Bénédict de Saussure | Paesaggio montano, gruppo di alpinisti, ammonite                                         | 4 aprile 1979         | 1º maggio 2000        |                       |                       |
|                       |                       | 50 franchi            | 159 x 74 mm           | verde                 | Konrad Gessner              | Gufo, primula, stelle                                                                    | 4 ottobre 1978        | 1º maggio 2000        |                       |                       |
|                       |                       | 100 franchi           | 170 x 78 mm           | blu scuro             | Francesco Borromini         | Cupola della Chiesa di Sant'Ivo e pianta dell’edificio                                   | 4 ottobre 1976        | 1º maggio 2000        |                       |                       |
|                       |                       | 500 franchi           | 181 x 82 mm           | marrone               | Albrecht von Haller         | Muscolatura, schema dei sistemi respiratorio e circolatorio, orchidea purpurea           | 4 aprile 1977         | 1º maggio 2000        |                       |                       |
|                       |                       | 1000 franchi          | 192 x 86 mm           | viola                 | Auguste Forel               | Tre formiche e sezione verticale di un formicaio                                         | 4 aprile 1978         | 1º maggio 2000        |                       |                       |

## Settima serie
Le banconote della settima serie sono state concepite da Roger ed Elisabeth Pfund, vincitori del concorso per la sesta serie. Poiché alla fine la BNS aveva nondimeno dato la preferenza alle banconote di Ernst e Ursula Hiestand, Roger e Elisabeth Pfund sono stati incaricati di realizzare la serie di riserva. Le banconote di questa serie non sono mai state emesse e sono state distrutte con procedimento ordinario. Si tratta dell’ultima serie di riserva: a partire dall’ottava serie la BNS ha ritenuto più opportuno perfezionare costantemente le caratteristiche di sicurezza dei biglietti in circolazione.

## Ottava serie
L'ottava serie di banconote è stata messa in circolazione tra il 1995 e il 1998, ha sostituito quella precedente, che aveva un biglietto da 500 franchi invece di quello da 200 franchi. Essa sarà gradualmente sostituita dalla nuova serie. Fino a nuovo avviso tutte le banconote dell'ottava serie continuano ad avere corso legale.
| VIII serie di banconote | VIII serie di banconote | VIII serie di banconote | VIII serie di banconote | VIII serie di banconote | VIII serie di banconote              | VIII serie di banconote                                            | VIII serie di banconote | VIII serie di banconote | VIII serie di banconote | VIII serie di banconote |
| Immagine                | Immagine                | Valore                  | Dimensioni              | Colore                  | Tema                                 | Tema                                                               | Data di                 | Data di                 | Data di                 | Note                    |
| Dritto                  | Rovescio                | Valore                  | Dimensioni              | Colore                  | Fronte                               | Retro                                                              | emissione               | ritiro                  | fine validità           | Note                    |
| ----------------------- | ----------------------- | ----------------------- | ----------------------- | ----------------------- | ------------------------------------ | ------------------------------------------------------------------ | ----------------------- | ----------------------- | ----------------------- | ----------------------- |
|                         |                         | 10 franchi              | 74 × 126 mm             | giallo                  | Le Corbusier (architetto)            | Pianta del distretto governativo della città indiana di Chandigarh | 8 aprile 1997           | 30 aprile 2021          | 30 aprile 2021          |                         |
|                         |                         | 20 franchi              | 74 × 137 mm             | rosso                   | Arthur Honegger (compositore)        | Pacific 231                                                        | 1º ottobre 1996         | 30 aprile 2021          | 30 aprile 2021          |                         |
|                         |                         | 50 franchi              | 74 × 148 mm             | verde                   | Sophie Taeuber-Arp (artista visiva)  | Tête Dada, 1919                                                    | 3 ottobre 1995          | 30 aprile 2021          | 30 aprile 2021          |                         |
|                         |                         | 100 franchi             | 74 × 159 mm             | blu                     | Alberto Giacometti (artista visivo)  | L’Homme qui marche I                                               | 1º ottobre 1998         | 30 aprile 2021          | 30 aprile 2021          |                         |
|                         |                         | 200 franchi             | 74 × 170 mm             | marrone                 | Charles-Ferdinand Ramuz (scrittore)  | Lac de Derborence/Diablerets, Lavaux                               | 1º ottobre 1997         | 30 aprile 2021          | 30 aprile 2021          |                         |
|                         |                         | 1000 franchi            | 74 × 181 mm             | viola                   | Jacob Burckhardt (storico dell'arte) | Palazzo Strozzi, Firenze (particolare della facciata)              | 1º aprile 1998          | 30 aprile 2021          | 30 aprile 2021          |                         |

## Nona serie
Nel 2005, la Banca nazionale svizzera ha annunciato lo sviluppo della 9ª serie di banconote le cui misure di sicurezza sono già state annunciate. Manuela Pfrunder è stata scelta per progettare la nuova serie di banconote, le quali sarebbero dovute essere messe in circolazione nel 2010, ma, per problemi tecnici nella produzione, saranno disponibili solo a partire dal 2016. Le sei nuove banconote saranno messe gradualmente in circolazione dal 2016 al 2019 dalla Banca nazionale.
| IX serie di banconote | IX serie di banconote | IX serie di banconote | IX serie di banconote | IX serie di banconote | IX serie di banconote | IX serie di banconote | IX serie di banconote | IX serie di banconote | IX serie di banconote |
| Immagine              | Immagine              | Valore                | Dimensioni            | Colore                | Tema                  | Data di               | Data di               | Data di               | Note                  |
| Dritto                | Rovescio              | Valore                | Dimensioni            | Colore                | Tema                  | emissione             | ritiro                | fine validità         | Note                  |
| --------------------- | --------------------- | --------------------- | --------------------- | --------------------- | --------------------- | --------------------- | --------------------- | --------------------- | --------------------- |
|                       |                       | 10 franchi            | 70 x 123 mm           | giallo                | tempo                 | 18 ottobre 2017       |                       |                       |                       |
|                       |                       | 20 franchi            | 70 x 130 mm           | rosso                 | luce                  | 17 maggio 2017        |                       |                       |                       |
|                       |                       | 50 franchi            | 70 x 137 mm           | verde                 | vento                 | 12 aprile 2016        |                       |                       |                       |
|                       |                       | 100 franchi           | 70 x 144 mm           | blu                   | acqua                 | 12 settembre 2019     |                       |                       |                       |
|                       |                       | 200 franchi           | 70 x 151 mm           | marrone               | materia               | 22 agosto 2018        |                       |                       |                       |
|                       |                       | 1000 franchi          | 70 x 158 mm           | viola                 | parola                | 13 marzo 2019         |                       |                       |                       |

## Serie di banconote emesse
| Serie    | Immissione | Senza valore dopo | Artisti                           | Tagli                      | Note                                                                                 |
| -------- | ---------- | ----------------- | --------------------------------- | -------------------------- | ------------------------------------------------------------------------------------ |
| 1ª serie | 1907       | 1945              | Josef Storck, Albert Walch        | 1000, 500, 100, 50         | Biglietti provvisori                                                                 |
| 2ª serie | 1911       | 1980              | Eugène Burnand, Ferdinand Hodler  | 1000, 500,100, 50, 20, 5   | Ritirata dal 1º ottobre 1958                                                         |
| 3ª serie | 1918       | 1930              | S. Balzer, F. M. Diogg,           | 100, 20                    | I cosiddetti "Biglietti di guerra", i primi stampati in Svizzera dalla Orell Füssli. |
| 4ª serie | (1938)     | -                 | Victor Surbeck e Hans Erni        | 1000, 100, 50              | Serie di riserva, mai entrata in circolazione                                        |
| 5ª serie | 1956       | 2000              | Pierre Gauchat, Hermann Eidenbenz | 1000, 500, 100, 50, 20, 10 | Ritirata dal 1980                                                                    |
| 6ª serie | 1976       | -                 | Ernst e Ursula Hiestand           | 1000, 500, 100, 50, 20, 10 | Ritirata dal 1º maggio 2000                                                          |
| 7ª serie | (1984)     | -                 | Elisabeth e Roger Pfund           | 1000, 500, 100, 50, 20, 10 | Serie di riserva, mai entrata in circolazione                                        |
| 8ª serie | 1995       |                   | Jörg Zintzmeyer                   | 1000, 200, 100, 50, 20, 10 | Serie corrente                                                                       |
| 9ª serie | 2016       |                   | Manuela Pfrunder                  | 1000, 200, 100, 50, 20, 10 | Nuova serie, stampata dalla Orell Füssli                                             |

Le serie di riserva non sono messe in circolazione; sono previste per essere messe in circolazione solo se la serie in corso subisce troppe falsificazioni.

## I biglietti in circolazione
Le banconote con corso legale sono quelle appartenenti alla 8ª e alla 9ª serie. La 9ª serie è stata messa gradualmente in circolazione tra il 2016 e il 2019. All'introduzione di una banconota della nuova serie, il taglio equivalente della serie precedente è stato richiamato, restando comunque valido.